# 上原能登守
上原 能登守（うえはら のとのかみ、生没年不詳）は、戦国時代の武将。諱は不詳。

## 略歴
小山田信茂の家臣。三方ヶ原の戦いにおいて馬に乗って犀ヶ崖の方に向かい、徳川勢の軍容を見て分析した。これを馬場信春に伝えると馬場は大いに喜び、能登守を誘い武田信玄に提言した。